# أغابيتو غوميز
أغابيتو غوميز (بالإسبانية: Agapito Gómez Álvarez)‏ (مواليد 30 يناير 1963) هو ملاكم إسباني، مثّل بلاده في الألعاب الأولمبية الصيفية 1984.

## روابط خارجية
أغابيتو غوميز على موقع بوكس ريك (الإنجليزية) (registration required)
- أغابيتو غوميز على موقع أوليمبيديا (الإنجليزية)